# Свети Николай (Мелник)
Вижте пояснителната страница за други значения на Свети Николай.
„Свети Николай Чудотворец“ е възрожденска църква в град Мелник, България, част от Неврокопската епархия на Българската православна църква. Изградена е върху основите на по-стар храм. От средата на XVIII век до 1913 година служи като катедрален храм на Мелнишката епархия на Вселенската патриаршия. Обявена е за паметник на културата.

## История
За възникването на храма няма сигурни данни. В олтарната ѝ част са запазени средновековни зидове. Запазени са и следи от стенописи от XIII век. Приема се, че на нейно място е имало по-малка еднокорабна църква от ХІІІ – ХІV век.
В 1582 година църквата е изцяло възобновена и разширена от митрополит Анастасий Мелнишки (1581 – 1589). В 1657 година претърпява ново възобновяване, като ктитор е митрополит Теофан Мелнишки (1654 – 1659). По-късно в 1689 и 1696 година в нея отново са правени поправки под ръководството на митрополит Макарий III Мелнишки (1689 – 1696), като същевременно е обновена и съседната митрополия.
Според надпис върху мазилката, през 1756 година тя е преустроена, като псевдобазилика и е една от най-старите църкви по българските земи от този тип. Ктитор на възстановяването е митрополит Макарий IV Мелнишки (1755 – 1763). При преустройството е запазена северната стена на по-старата църква. В люнетите над вратата и над прозореца на същата стена са запазени два стенописни фрагмента: „Света Керамида“ и „Свети Роман“, които се отличават с високото си качество на изпълнение и могат да се датират от XV – XVI век.
При разкопки близо до църквата е открита мраморна плоча с надпис, който гласи: „Ο ΚΗΠΟC ΤΟΥΤΟΣ ΟΝ ΠΟΤΕ / ΑΤΕΙΧΟΣ ΚΑΙ ΑΚΑΛΟΣ / ΟΥΤΩΝ ΛΑΜΠΡΟΣ ΤΕ ΚΑΙ ΤΕΡΠΝΟΣ / ΚΑΤΕΙΖΙΤΗ ΗΔΕ ΤΕΙΧΙΣΘΕΙΣ / ΔΙΑ ΔΑΠΑΝΗΣ ΑΦΕΙΔΟΥΣ / ΑΡΧΙΕΡΕΟΣ ΕΥΚΛΕΟΥΣ / ΚΥΡΙΟΥ ΔΙΟΝΥΣΙΟΥ / ΑΙΩΝΙΟ ΟΥΡΑΝΟΥ / : 1841 ΜΑΡΤΙΟΥ 27:“
Вторият период на обновление на църквата е в 1865/1866 година при митрополит Дионисий Мелнишки (1837 – 1875). През този период са изградени външната галерия от север, женското отделение, покритият двор от изток и камбанарията, възстановена по стари фотографии.
В 1895 година храмът и сградата на митрополията, която се е намирала в близост до него изгарят при пожар. През 1900 година църковната сграда е възстановена отново в близък до предишния си вид от митрополит Йоаким Мелнишки (1901 – 1903).
Църквата е сред петте храма, които оцеляват при изгарянето на Мелник в 1913 година заедно със „Свети Антоний“, „Свети Йоан Предтеча“, „Св. св. Петър и Павел“ и „Света Варвара“.
В началото на юли 2014 година късо съединение предизвика голям пожар в храма. Изпепелен е иконостасът, съсипани са царските двери и много икони.

## Архитектура
Вътрешното пространство на църквата е разделено на три кораба. Два реда от по шест колони поддържат дървено покритие, което имитира масивен свод над средния кораб. Таваните над страничните кораби са равни. Олтарната част е с две апсиди, като средната е по-голяма. Обширно женско отделение, обхваща южната, западната и част от северната страна на наоса. Входовете са два от запад и север, като от северната страна е развита открита галерия, която в източния си край се превръща в полуотворен ходник. Покривът на църквата е двускатен, а зидовете са масивни. Към църквата е изградена по-късна камбанария, издигаща се над източната част на галерията. Иконостасът е нов, направен след пожара. От стария иконостас са запазени царските двери с изображения от Лазар Аргиров, датиращи от 1864 година. От същия зограф има икони в празничния ред на иконостаса. В 1856 година Йоаким син на Яков Николай изписва венчилката на иконостаса.
Днешният вид на църквата е резултат от консервационно-реставрационните работи на екипи на Националния институт за паметници на културата, извършени през 70-те – 80-те години на XX век. В храма се пазят много икони от XV – XIX век, които са от самата църква и от други храмове в града и региона. На икона на Свети Георги на кон с 14 сцени от житието му от XVI век има надпис „ΔΕΗCΙC ΤΟΥ ΔΟΥΛΟΥ ΤΟΥ Θ(ΕΟ)Υ ΜΑΝΟΛΗ ΤΟΥ ΜH/CΟΥ“. Икона на Света Екатерина на трон е датирана 1759 година и има надпис „ΔΕΗCΙC ΤΟΥ ΔΟΥΛΟΥ ΤΟΥ ΘΕΟΥ ΠΑΝΑΓΙΩΤΑΚΗ / Χ(ΡΥCΑΝ)Θ(ΟΥ)“. Икона на Свети Йоан Предтеча е датирана 1768 година и има надпис „δέησις του δούλου του θεού ιωάννου κ(α)ι τῶν γονέων κ(α)ι τῆς συμβίας / του [..........] πρόδρομε τον [.......] όντα / διάσωζε τους σαις λά-θως ως τον δε [..............] αψξη μηνί δεκεμβρίου“. Икона на Свети Атанасий Александрийски на трон от XVIII век е с надпис „δέησις αθανασίου κ(αι) της συμβίας κ(αι) των τέκνων“, а икона на Кръщение Господне от XVIII – XIX век е с надпис „κωνσταντίνου · ΧΡ(ΥCΑΝ)Θ(ΟΥ) και τῶν τέκνων“.